# Alicia Scherson
Alicia Scherson Vicencio (Santiago, Chile; 17 de abril de 1974) es una directora de cine y guionista chilena.

## Biografía
Estudió biología en la Universidad Católica, pero en 1994 se fue a San Antonio de los Baños, Cuba, donde, en la Escuela Internacional de Cine y Televisión, obtuvo su diploma de cineteleasta. Cinco años más tarde, con el apoyo de la beca Fulbright partió a Chicago a hacer un magíster en bellas artes en la Universidad de Illinois.
Sus primeros cortometrajes y documentales breves los filmó en 16 mm en Cuba durante su época de estudiante y los presentó en diversos festivales. Después, en Chicago, grabó en vídeo pequeñas ficciones y obras experimentales, que mostró en galerías y festivales. Su corto Crying Underwater fue estrenado en 2002 en Holanda.
Comienza a rodar su primer largometraje, Play, en 2004, en Santiago, con guion escrito por ella misma el año anterior. La película se estrenó en 2005 y tuvo un gran éxito, ganando un total 17 premios en diversos festivales. A los dos meses de estrenado este exitoso film, TV 13 muestra un corto de Scherson: Baño de mujeres, cuya trama se desarrolla en el baño de un aeropuerto, donde tres mujeres muy distintas se quedan encerradas.
Turistas fue su segundo largometraje, estrenado en el Festival Internacional de Cine de Róterdam en 2009, donde fue nominada a los premios Tiger. La película es de una poética muy diferente a su opera prima. Como dice la revista digital OnOff, "es una mirada capaz de examinar minuciosamente, la vida vegetal y animal así como el interior de su protagonista" Scherson, mostrándose de acuerdo con esta apreciación, agrega: "Desde el principio quise filmar algo preciso y rescatando la mirada del naturalista, como observando muy de cerca las cosas, como lo hace un personaje principal (Karla, interpretada por Aline Kuppenheim) plantas, bichos, hay una cámara muy cercana y claro, un afán por la precisión, contar pocas cosas con cuidado". Turistas fue rodado mayormente en el parque nacional Radal Siete Tazas en la Región del Maule.
Su tercer largometraje, Il futuro, cuyo estreno en cines en Chile fue el 6 de junio de 2013 (antes, en enero, participó en los festivales de Sundance y Róterdam), está basado en Una novelita lumpen de Roberto Bolaño y protagonizado por Manuela Martelli. La idea de llevar esta obra del escritor de culto surgió cuando estaba rodando Turistas. "Adaptar obras literarias no es lo mío y, a pesar de que adoro a Bolaño, no creo que sus libros sean muy cinematográficos. Cuando leí esta breve novela, en cambio, quedé atrapada por la voz femenina que narra la historia. Me obsesioné con la idea de transformarla en imágenes". Tan obsesionada estaba, que a pesar de estar filmando su segundo largometraje, viajó a Barcelona para llegar a un acuerdo con la agente del chileno fallecido en 2003. 
Scherson suele escribir ella misma sus guiones y también es coautora del guion de Ilusiones ópticas, la premiada película de Cristián Jiménez. Ha sido productora ejecutiva de Turistas y del filme de José Luis Torres Leiva Verano (2011). 
Tiene su propia empresa —La Ventura, para producir o coproducir sus propias películas o las de otros colegas— y es profesora del Taller de Ficción en la Escuela de Cine de la Universidad de Chile.
En junio de 2018 fue invitada a integrar la Academia de Artes y Ciencias Cinematográficas de Estados Unidos.

## Películas

### Largometrajes
- 2005: Play
- 2009: Turistas
- 2013: Il futuro
- 2016: Vida de familia

### Series de TV
- 2020: Héroes Invisibles

### Cortometrajes
- 2002: Crying Underwater
- 2005: Baño de mujeres

## Premios principales
- Mejor Director Novel del Festival de Cine de Tribeca 2005 (Nueva York) por Play
- Premio Glauber Rocha del Festival Internacional de Cine de Montreal 2005 (Canadá) por Play
- Premio del Público en el Festival de 3 Continentes 2005 (Nantes) por Play
- Premio del Público en el Festival de Cine de Santiago SANFIC1 2005 por Play
- Cámara Independiente del Festival Internacional de Cine de Karlovy Vary 2006 (República Checa) por Play
- Mejor Director Novel del Festival Internacional Skip City D-Cinema 2006 (Japón) por Play
- Premio Coral a Opera Prima del Festival Internacional del Nuevo Cine Latinoamericano de La Habana 2005 por Play
- Premio de la Federación de Escuelas de la Imagen y el Sonido de Iberoamérica (FEISAL) a un joven realizador 2005 por Play
- Gran Premio Ciudad de Lisboa 2006 en el Festival Indie de Lisboa por Play
- Premio KNF del círculo de críticos de Holanda, Festival Internacional de Cine de Róterdam 2013 por Il futuro[10]